# جيرمي مولد
جيرمي أر مولد (بالإنجليزية: Jeremy Mould)‏ (ولد في 31 يوليو 1949 في برستل، المملكة المتحدة) عالم فلك أسترالي يعمل حاليًا في مركز الفيزياء الفلكية والحوسبة الفائقة في جامعة سوينبيرن للتكنولوجيا. عمل سابقا مديرا لمدرسة البحث في الفلك والفيزياء الفلكية في الجامعة الوطنية الأسترالية والمرصد الوطني الأمريكي للفلك البصري.
جيرمي حاصل على درجة بروفيسور الفخرية من جامعة ملبورن.

## السيرة الذاتية

### الحياة
هاجر مولد أستراليا في عام 1963. تخرج من جامعة ملبورن والجامعة الوطنية الأسترالية حيث حصل على درجة الدكتوراه. حصل مولد على زماله مرصد قمة كت الوطني ويعمل حاليا أستاذًا في معهد كاليفورنيا للتكنولوجيا.

### الأبحاث
أعلن مولد أن سبب عمله في معهد كاليفورنيا للتقنية في أوائل الثمانينيات هو تحديد حجم وعمر الكون عن طريق تحديد ومعايرة الشموع القياسية، وهي النجوم الساطعة جدًا التي يمكن قياس قوتها المطلقة بدقة عند قربها من الأرض يمكن معرفتها عن طريق تحليل لونها وطيفها، هذه النجوم لها فترة تذبذب في سطوعها حسب عمرها.
قام مولد بالعديد من الأعمال الهامة والبارزة مثل قياس تطور إضاءة العمالقة الحمر في سحابة ماجلان بالتعاون مع مارك آرونسون. قام مولد أيضا بالتعاون مع مارك آرونسون وجون هوتشرا بمحاولة تحديد قياسات مركبة هابل الثابتة التي أدت في النهاية إلى استخدام تلسكوب هابل الفضائي وكاميرا WFPC2 لدراسة تغيرات سيفيلد واستخدامها كشموع قياسية. كان مولد ضمن الفريق العلمي للكاميرا WFPC2 التي ساعدت في استعادة جودة صورة تلسكوب هابل الفضائي وقام مع فريقه بتصحيح الانحراف الكروي في المرآة الأولية.
بالتعاون مع جاري داكوستا ومايكل ديفيد كروفورد، أعد مولد الرسوم البيانية هرتزبرونغ-راسل من سحابة ماجلان الكبرى وسحابة ماجلان الصغرى لتحديد عمرهم. ليعلن الفريق بعد ذلك أن الشمعة القياسية هي ألمع النجوم في المجموعة. أما سحابة ماجلان فهي عبارة عن مجرات صغيرة تدور حول مجرة درب التبانة، تبلغ المسافة بين الأرض وسحابة ماجلان الكبيرة 157000 سنة ضوئية وبين الأرض وسحابة ماجلان الصغرى 200 ألف سنة ضوئية.

### الجوائز
وفقا لموقع معهد المعلومات العلمية يعتبر مولد من بين أفضل علماء الفلك الحاليين في العالم، كما تم تسمية كويكب 18240 على إسمه تكريما له على مجمل أعماله وتخليدا لذكراه. حصل مولد أيضا على العديد من الجوائز من أهمها:
- جائزة جورج فان فيسبروك في عام 1981 مع مارك آرونسون من جامعة أريزونا.
- جائزة نيوتن لاسي بيرس في علم الفلك عام 1984 مع مارك آرونسون أيضا من الجمعية الفلكية الأمريكية.
- جائزة جروبر في علم الكونيات في عام 2009 مع ويندي فريدمان وروبرت كينيكيت.

## المتعاونين
- غاري دا كوستا، أستاذ الفلك، الجامعة الوطنية الأسترالية
- مايكل ديفيد كروفورد، الرئيس التنفيذي لشركة تكنولوجيا دولسينيا

## وصلات خارجية
- صفحة الويب الفلكية
- العروض الأخيرة